# La parure des cavaliers et l'insigne des preux
La parure des cavaliers et l'insigne des preux  (arabe : حلية الفرسات وشعار الشجعان ; Ḥilyaẗ al-fursān wa-šiʿār al-šuǧʿān) est un ouvrage d'hippiatrie arabe rédigé vers 1400 par Ibn Hudhayl (Ali ben Abderrhaman ben Hodeïl el Andalusy),. Ce dernier est un musulman andalou qui a vécu au XIVe siècle, et dont les travaux littéraires sont très peu connus et très peu mentionnés dans la littérature arabe. La parure des cavaliers et l'insigne des preux constitue la première partie de l'œuvre d'Ibn Huydhayl, la seconde partie étant traduite sous le titre de : L'ornement des armes et la devise des habitants d'el-Andalus.

## Publications et éditions
Le manuscrit de Mohamed Nehlil, directeur de l'école supérieure de langues de Rabat, a été revu et corrigé sur l'exemplaire de la bibliothèque de l'Escurial, puis traduit en français par le consul de France Louis Mercier, et publié en 1922, puis réédité en 1924 chez la Librairie orientaliste Paul Geuthner,.

## Contenu
Ce traité parle surtout de chevaux et des armes, deux sujets favoris dans la littérature arabe classique. Il conseille de sélectionner les chevaux sur leurs qualités de vitesse et de résistance, et détaille de nombreuses particularités morphologiques propres au cheval de bonne race. Il contient aussi un chapitre entier de citations de poètes.